# Novaki (żupania virowiticko-podrawska)
Novaki – wieś w Chorwacji, w żupanii virowiticko-podrawskiej, w gminie Sopje. W 2011 roku liczyła 349 mieszkańców.